# Tigre dans une tempête tropicale
Tigre dans une tempête tropicale, ook wel Surpris!, vertaald: Tijger in een tropische storm of Verrast!, is een schilderij van de Fransman Henri Rousseau uit 1891.
Het schilderij is het eerste uit de junglescènes waar Rousseau bekend mee is geworden, al duurde het nog tien jaar voordat hij met een tweede werk in dit genre kwam. Hij exposeerde het werk in 1891 in de Salon des indépendants.
Het schilderij ontving destijds wisselende kritieken en werd tijdens zijn eerste expositie geridiculiseerd, omdat het kinderlijk naïef en amateuristisch zou zijn. Daarentegen leverde het ook zijn eerste serieuze recensie op, namelijk van Félix Vallotton, die vond dat het schilderij beslist bekeken moest worden. Vallotton prees juist de naïviteit in Rousseaus schilderijen.
Volgens Rousseau zou hij kennis over de jungle hebben opgedaan, toen hij in de jaren 1860 diende in Mexico. Er wordt echter aangenomen dat hij zijn kennis opdeed van andere afbeeldingen en tijdens bezoeken aan botanische tuinen in Parijs.
Het schilderij werd in 1972 aangekocht door de National Gallery in Londen, dankzij een aanzienlijke donatie van de Amerikaanse filantroop Walter Annenberg.